# داییا ماکاوا
داییا ماکاوا (انگلیسی: Daiya Maekawa؛ زادهٔ ۸ سپتامبر ۱۹۹۴) بازیکن فوتبال اهل ژاپن است.که در باشگاه فوتبال ویسل کوبه در پست دروازه‌بان بازی می‌کند.